# Paul Gebhard
Paul H. Gebhard (3. srpnja 1917.), američki antropolog i seksolog, suradnik drugog Kinseyeva izvješća 1953. godine. Rodio se u Rocky Fordu, država Colorado. Imao je titulu doktora znanosti. Od 1956. do 1982. bio je direktor Instituta za istraživanje seksa, prvi nakon Kinseya. Izjavio je da statistička pristranost nije utjecala na objavljenu građu. 1947. pridružio se Odjelu za antropologiju na Sveučilištu u Indiani, povukavši se u mirovinu 1986. godine. Također je bio jedan od izvora za biografski film o Kinseyu 2004. godine.